# 1502

## أحداث
- تأسيس مدينة كومانا وتقع حاليا في فنزويلا.
- تأسيس مدينة بريناي وتقع حاليا في ليتوانيا.
- تأسيس مدينة ريف كاهول وتقع حاليا في مولدوفا.
- تأسيس مدينة الجديدة وتقع حاليا في المغرب.
- بداية تشييد البرتغاليين حصن في المريجة، والذي سيعرف لاحقا بمازاغان.
- 12 فبراير - إيزابيلا الأولى ملكة قشتالة تصدر مرسوما يحظر الإسلام في تاج قشتالة، مجبرة المسلمين على اعتناق المسيحية.

## مواليد
- غونزالو بيزارو
- 7 يناير – غريغوري الثالث عشر، بابا من باباوات الفاتيكان. (وفاة 1585)